# CARA Brazzaville
Club Athlétique Renaissance Aiglons Brazzaville (w skrócie CARA Brazzaville) – kongijski klub piłkarski grający w pierwszej lidze kongijskiej, mający siedzibę w mieście Brazzaville.

## Sukcesy
- Puchar Mistrzów (1):

1974
- I liga (9[1]):

1970, 1972, 1973, 1974, 1975, 1976, 1981, 1984, 2008
- Puchar Konga (3[2]):

1981, 1986, 1992

## Występy w afrykańskich pucharach
Stan na czerwiec 2023.
| Sezon | Rozgrywki                 | Runda              | Kraj                     | Klub                         | Dom | Wyjazd | Dwumecz      |
| ----- | ------------------------- | ------------------ | ------------------------ | ---------------------------- | --- | ------ | ------------ |
| 1970  | Puchar Mistrzów           | 1                  | Gabon                    | Aigle Royal FC               | 3–0 | 2–5    | 5–5          |
| 1970  | Puchar Mistrzów           | 2                  | Zair                     | Englebert                    | 2–2 | 0–3    | 2–5          |
| 1973  | Puchar Mistrzów           | 1                  | Burundi                  | Sports Dynamic               | 1–0 | 2–2    | 3–2          |
| 1973  | Puchar Mistrzów           | 2                  | Kamerun                  | Léopards Duala               | 1–0 | 0–2    | 1–2          |
| 1974  | Puchar Mistrzów           | 1                  | Gabon                    | Zalang COC                   | 3–1 | 4–0    | 7–1          |
| 1974  | Puchar Mistrzów           | 2                  | Zair                     | AS Vita Club                 | 4–0 | 0–3    | 4–3          |
| 1974  | Puchar Mistrzów           | ćwierćfinał        | Mali                     | Djoliba Athletic Club        | 3–0 | 0–0    | 3–0          |
| 1974  | Puchar Mistrzów           | półfinał           | Senegal                  | ASC Jeanne d’Arc             | 4–1 | 2–0    | 6–1          |
| 1974  | Puchar Mistrzów           | finał              | Egipt                    | Ghazl El-Mehalla             | 4–2 | 2–1    | 6–3          |
| 1975  | Puchar Mistrzów           | 1                  |                          | Silures Bobo-Dioulasso       | 4–0 | 5–4    | 9–4          |
| 1975  | Puchar Mistrzów           | 2                  | Gwinea                   | Hafia FC                     | 2–0 | 0–2    | 2–2 (k. 3–4) |
| 1976  | Puchar Mistrzów           | 1                  | Zair                     | DC Motema Pembe              | 4–0 | 0–2    | 4–2          |
| 1976  | Puchar Mistrzów           | 2                  | Ghana                    | Asante Kotoko SC             | 2–1 | 0–1    | 2–2          |
| 1982  | Puchar Zdobywców Pucharów | 1                  | Algieria                 | USM Algier                   | 1–0 | 0–2    | 1–2          |
| 1983  | Puchar Mistrzów           | 1                  | Gwinea Równikowa         | Dragón FC                    | 6–1 | 2–0    | 8–1          |
| 1983  | Puchar Mistrzów           | 2                  | Ghana                    | Asante Kotoko SC             | 3–2 | 0–2    | 3–4          |
| 1985  | Puchar Mistrzów           | 1                  | Togo                     | OC Agaza                     | 1–0 | 2–1    | 3–1          |
| 1985  | Puchar Mistrzów           | 2                  | Zair                     | AS Bilima                    | 1–1 | 0–1    | 1–2          |
| 1993  | Puchar Zdobywców Pucharów | 1                  | Angola                   | Atlético Petróleos de Luanda | 1–0 | 1–3    | 2–3          |
| 2009  | Puchar Mistrzów           | wstępna            | Angola                   | CD Primeiro de Agosto        | 1–2 | 2–5    | 3–7          |
| 2014  | Puchar Konfederacji       | wstępna            | Sudan Południowy         | Al-Malakia FC                | 1–0 | 4–1    | 5–1          |
| 2014  | Puchar Konfederacji       | 1                  | Tunezja                  | Étoile Sportive du Sahel     | 1–0 | 0–3    | 1–3          |
| 2015  | Puchar Konfederacji       | wstępna            | Togo                     | AS Togo-Port                 | 3–3 | 0–2    | 3–5          |
| 2017  | Puchar Konfederacji       | wstępna            | Maroko                   | Maghreb Fez                  | 2–0 | 0–3    | 2–3          |
| 2018  | Puchar Konfederacji       | wstępna            | Ghana                    | Asante Kotoko SC             | 1–0 | 0–1    | 1–1 (k. 7–6) |
| 2018  | Puchar Konfederacji       | 1                  | Tunezja                  | US Ben Guerdane              | 3–0 | 1–3    | 4–3          |
| 2018  | Puchar Konfederacji       | 2                  | Etiopia                  | Saint-George SA              | 1–0 | 0–1    | 1–1 (k. 4–3) |
| 2018  | Puchar Konfederacji       | Gr. C (2. miejsce) | Nigeria                  | Enyimba FC                   | 3–0 | 0–1    | 3–1          |
| 2018  | Puchar Konfederacji       | Gr. C (2. miejsce) | Wybrzeże Kości Słoniowej | Williamsville AC             | 3–1 | 0–1    | 3–2          |
| 2018  | Puchar Konfederacji       | Gr. C (2. miejsce) | Mali                     | Djoliba Athletic Club        | 1–0 | 0–2    | 1–2          |
| 2018  | Puchar Konfederacji       | ćwierćfinał        | Maroko                   | Raja Casablanca              | 1–2 | 0–1    | 1–3          |

## Stadion
Domowe mecze klub rozgrywa na stadionie o nazwie Stade Alphonse Massemba–Débat w Brazzaville, który może pomieścić 33 037 widzów.

## Reprezentanci kraju grający w klubie od 1991 roku
Stan na marzec 2016.
| - Percy Akoli - Rudy Bhebey - Hardy Binguila - Michel Bouanga - Michel de Buisson - Luc–Arsène Diamesso - Landry Djimbi - Béranger Itoua - Ulrich Kapolongo - Dassin Kouvouama - Charleby Mabiala - Parfait Mahoungou | - Chancel Massa - Merveille Ndockyt - Chancel Ngombessa - Ambroise Ngoya - Joakim Compaigne Ntsika - Mimille Okiélé - Harris Tchilimbou - Haruna Manirakiza - Emery Nimubona - Bopunga Botuli - Christian Ngimbi |